# Шагун, Владимир Владимирович
Владимир Владимирович Шагун (род. 20 февраля 1962) — тренер по легкой атлетике Республики Беларусь.

## Биография
Владимир Шагун родился 20 февраля 1962 года.
Наставником в спорте Владимира Шагуна была заслуженный тренер Республики Беларусь Владимир Владимирович Ракович. Образование высшее. Тренер высшей категории.
Владимир Шагун — тренер Виолетты Скворцовой, которая выиграла чемпионат Европы по лёгкой атлетике среди юниоров в тройном прыжке. Свою победу спортсменка посвятила маме и тренеру Владимиру Владимировичу Шагуну. Он стал тренировать спортсменку по совету заслуженного тренера Владимира Раковича, предварительно получив согласие её предыдущего тренера Татьяны Сторожевой. Так Виолетта Скворцова переехала из Витебска в Минск. По словам Виолетты Скворцовой, без своего тренера она бы не достигла таких высоких результатов, потому что ее достижения результат их совместной работы и ее заслуги в равной степени заслуги и ее тренера.
Владимир Шагун работает тренером-преподавателем в "Республиканском центре олимпийской подготовки по лёгкой атлетике.
Тренер чемпионки страны-2009 Натальи Вяткиной. Старший тренер национальной команды по резерву Сергей Коваленко называет Владимира Шагуна одним из ведущих тренеров по лёгкой атлетике, у которого в профессиональном плане огромный рост.
Награждён грамотой Министерства спорта и туризма 30 июля 2017 года.